# Johann Baptist Spitzeder
Johann Baptist Spitzeder (* 24. Dezember 1764 in Salzburg; † 22. Oktober 1842 in München) war ein österreichischer Schauspieler und Sänger (Bass).

## Leben
Spitzeder war ein Sohn des aus Mozarts Biographie bekannten Sängers Franz Anton Spitzeder (1732–1796). Er war zuerst 1786 bis 1788 bei der Gesellschaft von Gustav Friedrich Großmann und dessen Mitdirektor Christian Wilhelm Klos engagiert, die in den Städten Köln, Düsseldorf, Bonn und Aachen spielte. Von dort wechselte er ans Bonner Nationaltheater, das am 3. Januar 1789 eröffnet wurde. Der junge Ludwig van Beethoven spielte im Orchester des Theaters Bratsche. Zum Ensemble des Theaters gehörten zu Beginn auch Carl Demmer, Joseph Lux und Heinrich Vohs sowie der Musikdirektor August Burgmüller.
Ab November 1796 ist Spitzeder bei der Gesellschaft von Karl Haßloch in Kassel nachweisbar und debütierte am 27. September 1799 in Weimar als Osmin in Mozarts Singspiel Die Entführung aus dem Serail. 1804 war er kurzzeitig am Theater an der Wien tätig, wo er in große finanzielle Not geriet und anscheinend keine Auftrittsmöglichkeit erhielt. Er richtete aus Wien zwei eindringliche Bittbriefe an Hofkammerrat Franz Kirms in Weimar, in dem er – vergeblich – eine Rückkehr nach Weimar anbot. Stattdessen erhielt er ein Engagement am Theater in Regensburg, wo er mit seiner Familie am 9. Juli 1804 eintraf, vermutlich zusammen mit Therese von Zandt. Musikdirektor des Theaters war August Burgmüller, der Spitzeder vermutlich nach Regensburg geholt hatte. Er traf am 25. August 1804 in Regensburg ein und heiratete Therese von Zandt am 13. Mai 1805. 1808 ging Spitzeder nach Nürnberg.
1827 nahm er schließlich ein Engagement am Hoftheater in München an. Zusammen mit seiner Tochter Theresia traf er dort am 21. September 1827 ein, wo er zunächst bei seinem Schwiegersohn Christoph Fries wohnte, der mit Spitzeders Tochter Adelheid Spitzeder verheiratet war.

## Familie
Johann Baptist Spitzeder war mit Maria Agnes Klein verheiratet. Beide hatten vier Kinder:
- Johannes Spitzeder (getauft 6. September 1791 in Bonn, St. Gangolf).
- Adelheid Spitzeder (eigentl. Maria Gertrudis Spitzeder, getauft 7. April 1793 in Bonn, St. Remigius; † 21. November 1873 in München), Schauspielerin und Sängerin, heiratete 1814 den Maler und Sänger Christoph Fries und war 1820 bis 1846 am Münchner Hoftheater tätig.
- Josef Spitzeder (eigentlich Johannes Josephus Salome Spitzeder, getauft 2. September 1796 in Bonn, St. Remigius; † 13. Dezember 1832 in München), der als Theaterschauspieler und Opernsänger (Bass) tätig war.
- Maria Agnes Spitzeder (getauft 18. Juni 1796 in Bonn, St. Remigius).